# Вяземский, Сергей Сергеевич (генерал-майор)
Князь Серге́й Серге́евич Вя́земский (5 [16] апреля 1775, Санкт-Петербург — 6 [18] августа 1847, Москва) — генерал-майор русской императорской армии, участник русско-шведской войны.

## Биография
Родился 5 (16) апреля 1775 года в семье князя С. И. Вяземского, служившего в Санкт-Петербурге по казначейским делам, впоследствии ставшего сенатором. Мать, Анна Федотовна, была родной сестрой фельдмаршала М. Ф. Каменского. Отец был владельцем нескольких имений, среди которых выделялась усадьба Пущино-на-Наре в Серпуховском уезде.
Был записан в лейб-гвардии Семёновский полк, в рядах которого участвовал в русско-шведской войне. Был ранен в сражении 1788 года при ручье Питто, близ Фридрихсгама и в сражении у Скоби 27 июня 1789 года. В 1796 году был произведён в полковники, 15 октября 1800 года — в генерал-майоры. С 16 октября 1800 по 16 марта 1801 года был шефом Томского мушкетёрского полка. Испросив отставку по выслуге лет, выехал из Томской губернии в Москву. В 1821 году был серпуховским уездным предводителем дворянства.
Был крупным землевладельцем: к 1842 году в Симбирской губернии владел имениями (сёла Тетюшское и Ляховка (Майнский район) с деревнями Авдотьино (Ульяновская область), Елизаветино (Ульяновский район) и Михайловка (Тереньгульский район)) площадью более 10 тысяч десятин, с 1167 душ крепостных крестьян; также имел земли в Тульской губернии. По словам Е. П. Яньковой, князь Вяземский был: 

Очень живой и веселый, из себя видный и красивый мужчина, разговорчивый и любезный и большой шутник, когда был помоложе, и не последней руки любезник. Вообще это был человек приятный в обществе, который любил пожить, да, кажется, любил и в карточки поиграть, впрочем, записным игроком он не был и небольшой был мастер выигрывать.
Умер в Москве 6 (18) августа 1847 года. Похоронен на кладбище Донского монастыря (участок 1).

## Семья

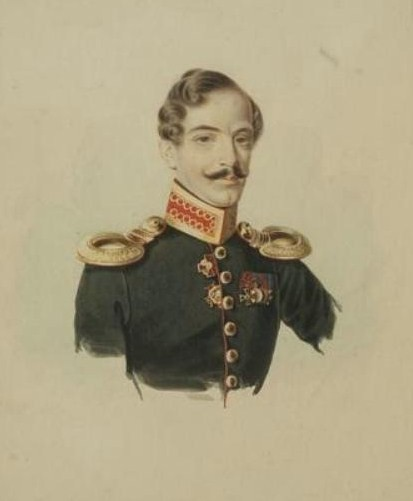
Александр Вяземский

Жена (с 5 июля 1803 года) —  Елизавета Ростиславовна Татищева (11.08.1788—10.03.1860), дочь родовитого нетитулованного дворянина Р. Е. Татищева (сослуживца князя С. И. Вяземского по экспедиции доходов). В честь неё названа деревня Елизаветино. Венчание состоялось в Троицком храме села Коледино Подольского уезда, которое вместе с московской городской усадьбой на Петровском бульваре вошло в приданое невесты. Княгиня Вяземская была начальницей Дома трудолюбия в Москве, который привела в хорошей порядок, и своей деятельностью выслужила дочери фрейлинский шифр. В её доме с  младенческих лет воспитывался С. М. Любецкий. В 1830 г. княгиней Елизаветой Ростиславовной Вяземской, в деревне Ляховка, была построена церковь с престолом в честь Нерукотворного образа Христа Спасителя. В браке имела много детей, но до зрелого возраста дожили только два сына и дочь. Умерших в детстве детей княгиня хоронила в Перервинском монастыре. Сама похоронена рядом с мужем в Донском монастыре.
- Анемаисса (Амнеиса, Аглаида; 21.12.1804[6]—1811)[7], родилась в Москве, крещена 29 декабря 1804 года в церкви Сергия на Петровке у Трубы при восприемстве князя С. И. Вяземского, князя М. Е. Татищева, Н. И. Вяземской и княгини А. Ф. Татищевой.
- Александр (1806—1867), полковник, генерал-лейтенант (1866), женат первым браком на Анастасии Николаевне Римской-Корсаковой (29.03.1810[8]—1848); вторым — на баронессе Екатерине Львовне Боде.
- Елизавета (1807—1808)
- Надежда (1809—1812)
- Михаил (01.05.1810[9]—1811), крещен 9 мая 1810 года в церкви Сергия на Петровке у Трубы при восприемстве деда, князя Р. Е. Татищева, и сестры
- Николай (1814—1881), подполковник.
- Варвара (1815—1907), фрейлина, замужем за И. И. Ершовым, благотворительница.